# Астероїди типу Т
Астероїди типу T — це досить рідкісні об'єкти внутрішнього поясу астероїдів, чий точний склад досі залишається загадкою. Вони мають темний, майже безструктурний спектр з помірно червоним відтінком і слабкою зоною поглинання на довжинах хвиль менше 0,85 мкм. Це означає, що їхня поверхня відбиває мало світла, а спектральний аналіз не дає чітких підказок щодо їхнього хімічного складу. На сьогодні не знайдено жодного метеорита, який би точно відповідав характеристикам T-типових астероїдів. Це ускладнює їхнє вивчення та класифікацію. Вважається, що ці астероїди не містять води, а їхнє походження може бути пов'язане з астероїдами типу Р або D-типу, які також є темними й багатими на органічні сполуки. Альтернативна гіпотеза припускає, що астероїди типу Т можуть бути сильно зміненими варіантами C-типу, можливо, через термічні або хімічні процеси, які вплинули на їхню поверхню.
Прикладами астероїдів T-типу є 96 Еґле ( англ. Aegle), 114 Кассандра (англ. Kassandra), 233 Астеропа (англ. Asterope) та 308 Поліксо (англ. Polyxo). Інфрачервоний спектр перших трьох астероїдів нагадує спектр мінералу троїліту (сульфіду заліза), тоді як 308 Поліксо має ознаки зміненого складу з особливостями, що вказують на взаємодію з водою.
У 2010 році астрономи зафіксували незвичайну подію: астероїд 596 Шейла зазнав зіткнення з іншим космічним тілом. Це рідкісний випадок, коли спостерігалося безпосереднє свідчення удару між астероїдами. В результаті цього зіткнення спектральний клас Шейли змінився з T-типу на D-тип. Цей випадок показує, що спектральні класи астероїдів можуть змінюватися внаслідок природних катастрофічних подій, а також дає унікальну можливість вивчати свіжий, первісний матеріал, що може пролити світло на склад і еволюцію астероїдів.